# Cantó de Banhèras de Bigòrra
El cantó de Banhèras de Bigòrra és un cantó francès del departament dels Alts Pirineus, enquadrat al districte de Banhèras de Bigòrra. Té 19 municipis i el cap cantonal és la sotsprefectura de Banhèras de Bigòrra.
El forment els següents municipis:
- Antist
- Argelèrs
- Astuga
- Banhèras de Bigòrra
- Baniòs
- Bètas
- Ciutat
- Hauban
- Labassèra
- Lias
- Marçans
- Merlhèu
- Montgalhard
- Nulh
- Ordisan
- Aurinhac
- Posac
- Trebons
- Usèr

## Història
| Data d'elecció                           | Identitat       | Partit             | Qualitat |
| ---------------------------------------- | --------------- | ------------------ | -------- |
| 1988-2008                                | Roland Castells | UDF, després MoDem |          |
| 2008-                                    | Roland Castells | AC                 |          |
| les dades anteriors no són pas conegudes |                 |                    |          |
|                                          |                 |                    |          |

## Demografia
| 1962   | 1968   | 1975   | 1982   | 1990   | 1999   | 2006   |
| ------ | ------ | ------ | ------ | ------ | ------ | ------ |
| 15.292 | 14.497 | 14.511 | 14.066 | 13.472 | 13.122 | 13.328 |